# Candela Márquez
Candela Márquez (Valencia, 28 de febrero de 1988) es una actriz española.

## Biografía
En 1996 comienza su carrera artística participando en diferentes spots publicitarios. A los 20 años se desplaza a Madrid, España, continuando con su carrera de actriz en la serie televisiva La fuga interpretando a “Luz” y compartiendo créditos con los actores María Valverde, y Aitor Luna.
Posteriormente participó en la serie televisiva Aída producida por Globomedia para la cadena Telecinco, con los actores Paco León y Carmen Machi.
En 2012 protagoniza el videoclip The Fith Element de los músicos José Seron & Jesús Farfan Feat. Carmen Sánchez, dirigido por Juan López.
En 2014 se une a la producción teatral española de Nos vemos en el cielo, compartiendo escenario con Marlène Mourreau y Francisco Florido. La obra tuvo su gira en diferentes ciudades españolas y finalizó con gran éxito en Madrid.
En Latinoamérica salta a la fama por su actuación como “Aitana” en la novela Muchacha italiana viene a casarse producida por  Pedro Damián para la cadena Televisa, con los actores Livia Brito, Isela Vega y José Ron.

## Filmografía

### Televisión
| Año       | Programa                          | Personaje           |
| --------- | --------------------------------- | ------------------- |
| 2009      | 18, la serie                      | Jessica             |
| 2012      | La fuga                           | Luz                 |
| 2013      | Aída                              | Carol               |
| 2013      | ¿Bailas?                          | Victoria            |
| 2014-2015 | Muchacha italiana viene a casarse | Aitana De La Riva   |
| 2015      | ¿Donde está el amor?              | Jennifer Santoro    |
| 2016      | Un camino hacia el destino        | Isabella de León    |
| 2017-2018 | Sin tu mirada                     | Lucrecia Zamudio    |
| 2018      | Las Buchonas                      | Yuliana             |
| 2018-2019 | Like                              | Candela Carrillo    |
| 2019      | Betty en NY                       | Jenny Wendy Reyes   |
| 2021      | Fuego ardiente                    | Tamara              |
| 2021      | S.O.S me estoy enamorando         | Mónica              |
| 2021      | Malverde: el santo patrón         | Azalea Quiñones     |
| 2022      | Las estrellas bailan en Hoy       | Finalista           |
| 2025      | Velvet: el nuevo imperio          | Margarita Hernández |

### Cine
| Año  | CINE                            | Personaje |
| ---- | ------------------------------- | --------- |
| 2011 | Tarancón, el quinto mandamiento | María     |
| 2012 | Aún hay tiempo                  | Susana    |
| 2016 | 7 grandes hombres               | Blanca    |
| 2017 | La hora de Salvador Romero      | Ángela    |

### Teatro
| Año  | Obra                                | Personaje | Dirección         |
| ---- | ----------------------------------- | --------- | ----------------- |
| 2012 | Musical Infantil, Circo de la Magia | Bella     | Javier Quirós     |
| 2014 | Nos vemos en el cielo!              | Nuria     | Francisco Florido |
| 2016 | Una Eva y tres galanes              | Eva       | Oscar Rubí        |
| 2017 | Una noche de locuras                | Bárbara   | Lennys Nery       |